# Boronia umbellata
Boronia umbellata är en vinruteväxtart som beskrevs av Peter Henry Weston. Boronia umbellata ingår i släktet Boronia och familjen vinruteväxter. Inga underarter finns listade i Catalogue of Life.